# Tepuibasis nigra
Tepuibasis nigra – gatunek ważki z rodziny łątkowatych (Coenagrionidae).